# Бойович, Лука
Лука «Пекар» Бойович (серб. Лука "Пекар" Бојовић, родился 7 октября 1973 в Белграде) — сербский криминальный авторитет из Земунского клана.

## Биография
Родители: Анджелка Бойович, ректор Университета искусств и преподаватель на факультете изобразительных искусств, и Вук Бойович (1940—2014), директор Белградского зоологического сада.
В 1990-е годы Лука добровольцем вступил в Сербскую добровольческую гвардию, руководимую Желько Ражнатовичем. После завершения войны в Боснии и Хорватии занялся бизнесом, владел дискотекой «Трезор» и вскоре ввязался в криминальные разборки с соседствующими группировками. В 1998 году подрался с полицейским и был осуждён на три месяца тюрьмы, но после помилования от президента Милана Милутиновича освобождён от отбывания наказания. 22 сентября 2007 года повторно арестован полицией Сербии за укрывательство члена Земунского клана, осуждён в 2009 году на 15 месяцев тюрьмы за сбыт оружия и подделку документов, но снова освобождён досрочно.
Бойович в сентябре 2010 года был объявлен в розыск полицией Сербии по обвинению в организации серии убийств. 9 февраля 2012 года его арестовала полиция Испании. Ему инкриминируется убийство Душана Спасоевича и Миле Луковича, которые, в свою очередь, участвовали в убийстве Зорана Джинджича; убийство Бранка «Йорге» Йефтовича в 2004 году, убийство с особой жестокостью Милана Юришича в 2009 году, ещё одного соучастника убийства Джинджича; попытка покушения на Андрию Драшковича и Зорана «Шока» Недовича (погибли телохранители Бойовича Деян Живанчевич и Милутин Йовичич) и даже убийство Желько Ражнатовича. Бойовича выдал Сретко Калинич.